# Santapan Barat
Santapan Barat is een bestuurslaag in het regentschap Ogan Ilir van de provincie Zuid-Sumatra, Indonesië. Santapan Barat telt 1819 inwoners (volkstelling 2010).